# 1874
Il 1874 (MDCCCLXXIV in numeri romani) è un anno  del XIX secolo.

## Eventi
- La prima dell'opera di Verdi: "La messa di requiem" composta per Alessandro Manzoni.
- Papa Pio IX pronuncia il non expedit, al fine di escludere i Cattolici dalla vita politica italiana.
- 12 gennaio – Termina l'avventura, dopo un duro assedio delle truppe regolari spagnole, dello stato indipendente del Cantone di Cartagena che si era separato sei mesi prima dalla Spagna.
- 15 aprile – Si tiene a Parigi la prima mostra ufficiale degli impressionisti, presso l'atelier di Félix Nadar.
- Henry Stanley scopre una rete fluviale che collega l'Atlantico con l'Oceano Indiano, lo Zambesi con il Congo. Stanley era partito 5 anni prima, per conto del New York Herald, per cercare David Livingstone.
- 12 ottobre – Apertura della London School of Medicine for Women, la prima scuola di medicina della Gran Bretagna a formare donne come medici.
- 8-15 novembre – Si tengono le elezioni politiche italiane.
- Pubblicazione de Psychologie vom empirischen Standpunkt ("Psicologia dal punto di vista empirico") di Franz Brentano.
- Viene pubblicata la seconda delle 4 Considerazioni inattuali di Friedrich Nietzsche: Sull'utilità e il danno della storia per la vita.

## Nati
Ci sono circa 840 voci su persone nate nel 1874; vedi la pagina Nati nel 1874 per un elenco descrittivo o la categoria Nati nel 1874 per un indice alfabetico.

## Morti
Ci sono circa 280 voci su persone morte nel 1874; vedi la pagina Morti nel 1874 per un elenco descrittivo o la categoria Morti nel 1874 per un indice alfabetico.

## Calendario
| Calendario 1874 | Calendario 1874 | Calendario 1874 | Calendario 1874 | Calendario 1874 | Calendario 1874 | Calendario 1874 | Calendario 1874 | Calendario 1874 | Calendario 1874 | Calendario 1874 | Calendario 1874 | Calendario 1874 | Calendario 1874 | Calendario 1874 | Calendario 1874 | Calendario 1874 | Calendario 1874 | Calendario 1874 | Calendario 1874 | Calendario 1874 | Calendario 1874 | Calendario 1874 | Calendario 1874 | Calendario 1874 | Calendario 1874 | Calendario 1874 | Calendario 1874 | Calendario 1874 | Calendario 1874 | Calendario 1874 | Calendario 1874 | Calendario 1874 |
| --------------- | --------------- | --------------- | --------------- | --------------- | --------------- | --------------- | --------------- | --------------- | --------------- | --------------- | --------------- | --------------- | --------------- | --------------- | --------------- | --------------- | --------------- | --------------- | --------------- | --------------- | --------------- | --------------- | --------------- | --------------- | --------------- | --------------- | --------------- | --------------- | --------------- | --------------- | --------------- | --------------- |
|                 | 1               | 2               | 3               | 4               | 5               | 6               | 7               | 8               | 9               | 10              | 11              | 12              | 13              | 14              | 15              | 16              | 17              | 18              | 19              | 20              | 21              | 22              | 23              | 24              | 25              | 26              | 27              | 28              | 29              | 30              | 31              |                 |
| Gennaio         | Gi              | Ve              | Sa              | Do              | Lu              | Ma              | Me              | Gi              | Ve              | Sa              | Do              | Lu              | Ma              | Me              | Gi              | Ve              | Sa              | Do              | Lu              | Ma              | Me              | Gi              | Ve              | Sa              | Do              | Lu              | Ma              | Me              | Gi              | Ve              | Sa              |                 |
| Febbraio        | Do              | Lu              | Ma              | Me              | Gi              | Ve              | Sa              | Do              | Lu              | Ma              | Me              | Gi              | Ve              | Sa              | Do              | Lu              | Ma              | Me              | Gi              | Ve              | Sa              | Do              | Lu              | Ma              | Me              | Gi              | Ve              | Sa              |                 |                 |                 |                 |
| Marzo           | Do              | Lu              | Ma              | Me              | Gi              | Ve              | Sa              | Do              | Lu              | Ma              | Me              | Gi              | Ve              | Sa              | Do              | Lu              | Ma              | Me              | Gi              | Ve              | Sa              | Do              | Lu              | Ma              | Me              | Gi              | Ve              | Sa              | Do              | Lu              | Ma              |                 |
| Aprile          | Me              | Gi              | Ve              | Sa              | Do              | Lu              | Ma              | Me              | Gi              | Ve              | Sa              | Do              | Lu              | Ma              | Me              | Gi              | Ve              | Sa              | Do              | Lu              | Ma              | Me              | Gi              | Ve              | Sa              | Do              | Lu              | Ma              | Me              | Gi              |                 |                 |
| Maggio          | Ve              | Sa              | Do              | Lu              | Ma              | Me              | Gi              | Ve              | Sa              | Do              | Lu              | Ma              | Me              | Gi              | Ve              | Sa              | Do              | Lu              | Ma              | Me              | Gi              | Ve              | Sa              | Do              | Lu              | Ma              | Me              | Gi              | Ve              | Sa              | Do              |                 |
| Giugno          | Lu              | Ma              | Me              | Gi              | Ve              | Sa              | Do              | Lu              | Ma              | Me              | Gi              | Ve              | Sa              | Do              | Lu              | Ma              | Me              | Gi              | Ve              | Sa              | Do              | Lu              | Ma              | Me              | Gi              | Ve              | Sa              | Do              | Lu              | Ma              |                 |                 |
| Luglio          | Me              | Gi              | Ve              | Sa              | Do              | Lu              | Ma              | Me              | Gi              | Ve              | Sa              | Do              | Lu              | Ma              | Me              | Gi              | Ve              | Sa              | Do              | Lu              | Ma              | Me              | Gi              | Ve              | Sa              | Do              | Lu              | Ma              | Me              | Gi              | Ve              |                 |
| Agosto          | Sa              | Do              | Lu              | Ma              | Me              | Gi              | Ve              | Sa              | Do              | Lu              | Ma              | Me              | Gi              | Ve              | Sa              | Do              | Lu              | Ma              | Me              | Gi              | Ve              | Sa              | Do              | Lu              | Ma              | Me              | Gi              | Ve              | Sa              | Do              | Lu              |                 |
| Settembre       | Ma              | Me              | Gi              | Ve              | Sa              | Do              | Lu              | Ma              | Me              | Gi              | Ve              | Sa              | Do              | Lu              | Ma              | Me              | Gi              | Ve              | Sa              | Do              | Lu              | Ma              | Me              | Gi              | Ve              | Sa              | Do              | Lu              | Ma              | Me              |                 |                 |
| Ottobre         | Gi              | Ve              | Sa              | Do              | Lu              | Ma              | Me              | Gi              | Ve              | Sa              | Do              | Lu              | Ma              | Me              | Gi              | Ve              | Sa              | Do              | Lu              | Ma              | Me              | Gi              | Ve              | Sa              | Do              | Lu              | Ma              | Me              | Gi              | Ve              | Sa              |                 |
| Novembre        | Do              | Lu              | Ma              | Me              | Gi              | Ve              | Sa              | Do              | Lu              | Ma              | Me              | Gi              | Ve              | Sa              | Do              | Lu              | Ma              | Me              | Gi              | Ve              | Sa              | Do              | Lu              | Ma              | Me              | Gi              | Ve              | Sa              | Do              | Lu              |                 |                 |
| Dicembre        | Ma              | Me              | Gi              | Ve              | Sa              | Do              | Lu              | Ma              | Me              | Gi              | Ve              | Sa              | Do              | Lu              | Ma              | Me              | Gi              | Ve              | Sa              | Do              | Lu              | Ma              | Me              | Gi              | Ve              | Sa              | Do              | Lu              | Ma              | Me              | Gi              |                 |